# Anuket
Anuket (grško starogrško Ανουκις Anukis)  je bila staroegipčanska boginja kataraktov na Nilu in Spodnje Nubije. Častili so jo predvsem na otoku Elefantina malo pod prvim Nilovim kataraktom.

## Ime
Stari Egipčani so jo imenovali Anuket, Anaka ali Anket, kar pomeni "Tista, ki ti stiska roko" ali "Tista, ki te objema". V grškem obdobju Egipta so jo preimenovali v Anukis in jo enačili s Hestijo ali Vesto.

## Upodabljanje
Anuket so najpogosteje upodabljali kot žensko s pričesko iz ločja ali nojevega perja. V roki je pogosto držala  žezlo z ankhom na vrhu ali samo ankh. Njena sveta žival je bila gazela. V Novem kraljestvu  so jo upodabljali kot žensko, ki doji faraona. Kasneje je postala boginja poželenja. Povezovali so jo z morskim polžem kauri, ki je podoben vagini.

## Zgodovina in vloga
Prvotno je bila hčerka Raja in vedno povezana z boginjo Satet. Obe boginji so imenovali Horovo oko, tako kot boginje Bastet, Hator in Sekmet. Obe sta bili povezani tudi z ureusom.

## Čaščenje
Anuket je bila del tebanske triade, v kateri sta bila še bog Hnum in boginja Satet. Morda je bila celo Satetina sestra ali mlajša žena boga Hnuma. Njen tempelj je stal na otoku Sehel. Napisi kažejo, da je  njeno svetišče ali oltar na tem mestu postavil že faraon Sobekhotep III. iz Trinajste dinastije.  Mnogo kasneje ji je v obdobju Osemnajste dinastije kapelo posvetil faraon Amenhotep II.
V Novem kraljestvu je Anuketin kult na Elefantini vključeval procesijo po Nilu v prvem mesecu šemuja (žetve). Napis omenja, da je bil v tem letnem času  tudi praznik Hnuma in Anuket.
Anuketino praznovanje se je začelo, ko so se začele letne poplave Nila. Ljudje so v reko metali kovance, zlato, nakit, dragulje in dragocena darila, da bi se ji zahvalili za življenjsko pomembno vodo. V več delih Egipta je bilo v tem času prepovedano jesti nekatere vrste rib, ki so veljale za svete. 

## Vir
- Anoukis. Encyclopædia Britannica, 9th ed., Vol. II, New York: Charles Scribner's Sons, 1878, str. 90.